# آنگوش، موزامبیک
آنگوش (به لاتین: Angoche) یک منطقهٔ مسکونی در موزامبیک است که در Angoche District واقع شده‌است.
 آنگوش  ۸۹,۹۹۸ نفر جمعیت دارد.